# Caryophyllia ephyala
Caryophyllia ephyala är en korallart som beskrevs av Alcock 1891. Caryophyllia ephyala ingår i släktet Caryophyllia och familjen Caryophylliidae.
Artens utbredningsområde är Indiska oceanen. Inga underarter finns listade i Catalogue of Life.